# Newton Nash Clements
Newton Nash Clements, född 23 december 1837 i Tuscaloosa County i Alabama, död 20 februari 1900 i Tuscaloosa i Alabama, var en amerikansk militär och politiker (demokrat). Han var ledamot av USA:s representanthus 1880–1881. Clements avancerade till överste i sydstatsarmén i amerikanska inbördeskriget.
Burwell Boykin Lewis avgick 1880 som kongressledamot och efterträddes av Clements som fullföljde Lewis mandatperiod till slut.
Clements är begravd på Evergreen Cemetery i Tuscaloosa i Alabama.